# 十日談

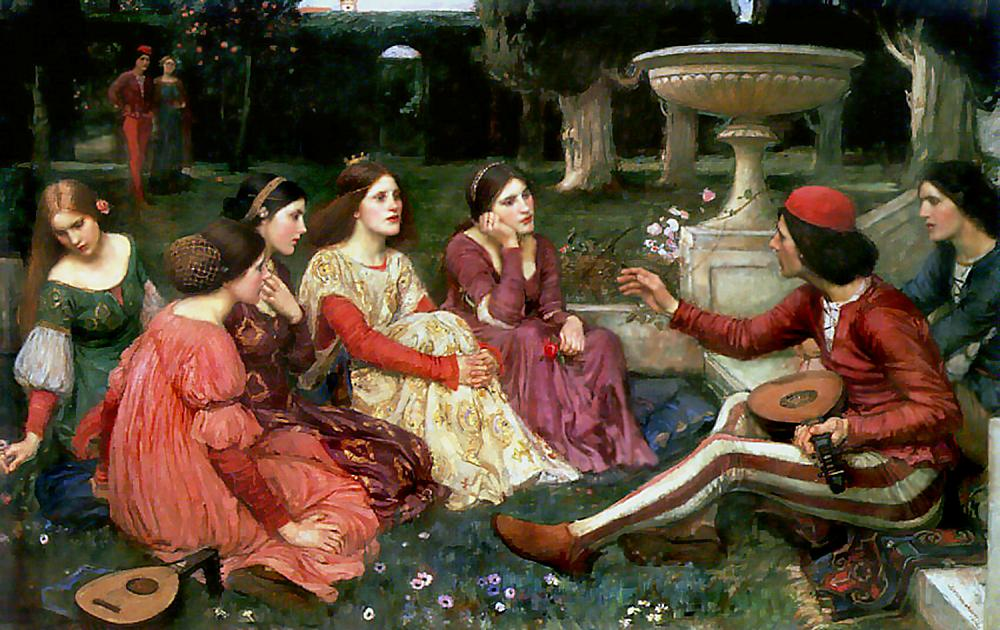
1916年John William Waterhouse所作的绘画

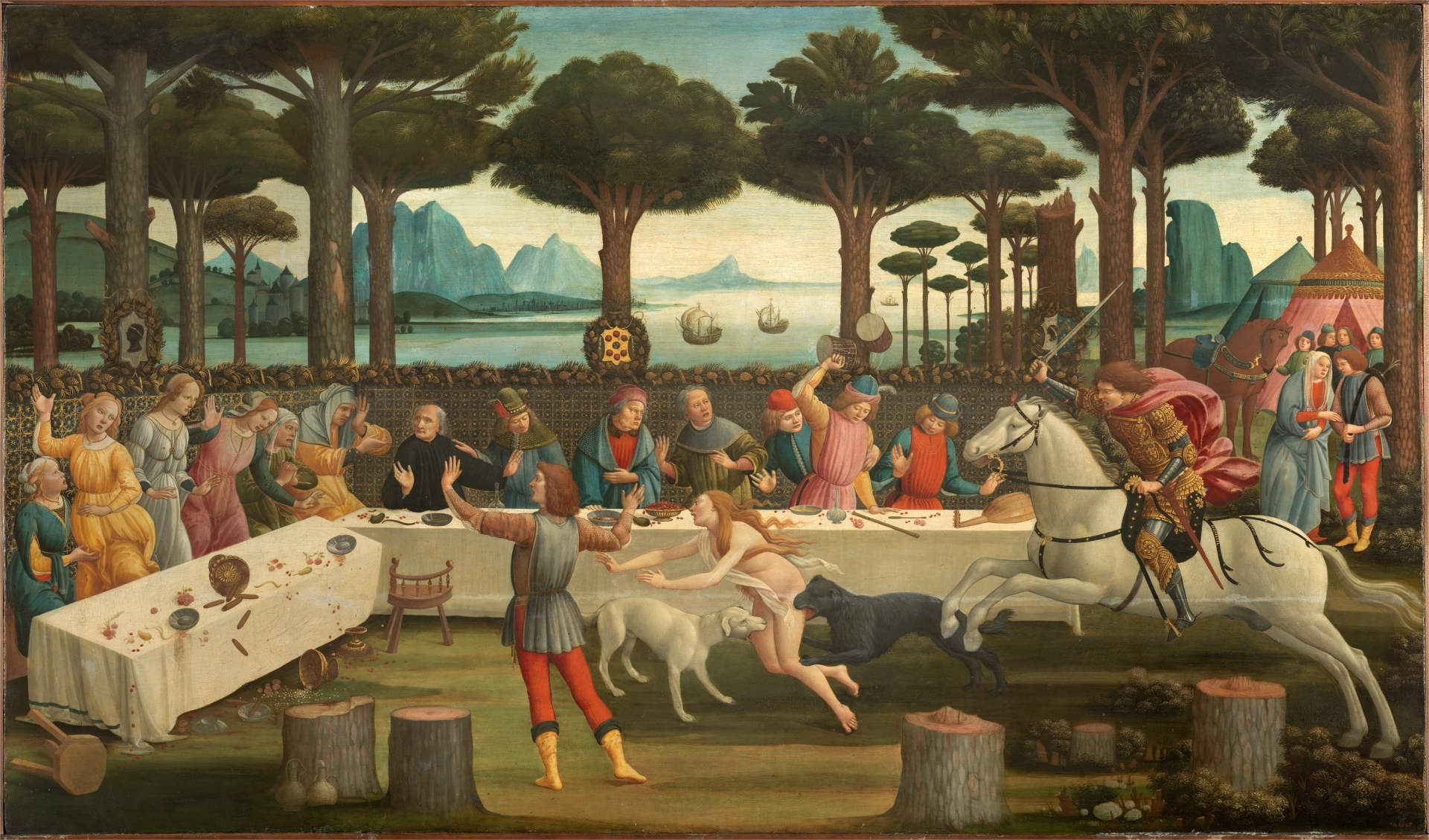
十日談Decameron，桑德羅·波提切利繪於1487年.

《十日談》（Decameron）是義大利文藝復興時期作家乔万尼·薄伽丘所著的一本寫實主義短篇小說集。

## 背景
1348年繁華的佛羅倫萨發生一場殘酷的瘟疫（黑死病），喪鐘亂鳴，死了十多萬人，在整個歐洲，因此病而死的人多達七千五百萬到兩億。隔年薄伽丘以這次瘟疫為背景，執筆寫下了《十日談》，內容是講述七位女性和三位男性到佛羅倫斯郊外山上的別墅躲避瘟疫，這十位男女就在賞心悅目的園林裏住了下來，除了唱歌跳舞之外，大家決定每人每天講一個故事來渡過酷熱的日子，最後合計講了一百個故事，即《十日談》的內容。

## 內容
《十日談》故事來源廣泛，取材於歷史事件、義大利古羅馬時期的《金驢記》、法國中世紀的寓言、東方民間故事（阿拉伯、印度和中國的民間故事，如《一千零一夜》、《馬可波羅遊記》、《七哲人書》），乃至於宮廷傳聞、街談巷議，兼容並蓄，熔鑄古典文學和民間文學的特點於一爐。
這些故事中除了對於現實生活的描寫、愛情的稱揚、商人的智慧和才幹之外，同時對於當時的帝王、貴族、教會等等勢力的黑暗面加以揭露諷刺；如《十日談》的「第三日」更描述了一位猛男馬賽多（Masetto）如何以肉體滿足了修道院的修女們。也因此《十日談》完成後薄伽丘備受教會勢力的咒罵攻擊，這些打擊使他一度想燒燬他的著作，幸而好友兼詩人的佩脫拉克加以阻止，也才使得《十日談》這部傑作得以保存下來。
《十日談》的寫實主義文學風格，對後來西方文學發展影響甚大。开啟欧洲短篇小说的艺术形式之先河。義大利文藝理論家弗朗切斯科·德·桑克蒂斯（1817年—1883年）將《十日談》和但丁的《神曲》相提並論，稱之為《人曲》。後來英国乔叟的《坎特伯雷故事集》、法国玛格丽特·德·那瓦尔的《七日谈》都是摹仿《十日谈》的作品。

## 中譯
《十日談》有多個漢語全譯本，最早是民國時的全譯本。上海莎士比亞研究者方平與王科一共同從英譯本轉譯的全譯本，北京人民文學出版社約請王永年翻譯的全譯本是第1個從意大利語原文直譯的版本，再來還有南京錢鴻嘉、泰和庠、田青合作的全譯本和北京大學意大利語教授肖天佑的全譯本（呂同六主編）。王永年、錢鴻嘉、肖天佑的譯本都從意大利原文譯出。1958年，上海新文藝出版社出版《十日談》的內部書版。方平、王科一譯本和王永年譯本在台灣有正體中文版。
- 《十日談選》，柳安(羅皚嵐)譯，光華書局，1929年
- 《十日談》，黃石、胡簪雲譯(英國Thomas Wright英譯本)，上海開明書店出版，1930年12月[2]
- 《十日清談》，閩逸(陳天放)譯，世界書局，1941年3月[3]
- 《十日談》，方平、王科一譯，上海藝文出版社，1958年3月
- 《十日談》，錢鴻嘉譯，江蘇譯林，1993年7月
- 《十日談》，王永年譯(依意大利文譯)，北京人民文學出版社，1994年
- 《十日談》，肖天佑譯，花城出版社，2001年1月
- 《十日談》，王林譯，北京燕山出版社，2005年6月
- 《十日談》，胡榮譯，廣州出版社，2006年12月
- 《十日談》，宋瑞芬譯，中國戲劇出版社，2008年10月